# Arthrolips fasciata
Arthrolips fasciata is een keversoort uit de familie molmkogeltjes (Corylophidae). De wetenschappelijke naam van de soort werd in 1842 gepubliceerd door Wilhelm Ferdinand Erichson.